# František Martin Pelcl
František Martin Pelcl (Rychnov nad Kněžnou, 11 novembre 1734 – Praga, 24 febbraio 1801) è stato un filologo ceco.
Nel 1792 divenne il primo insegnante di letteratura ceca nella cattedra rinnovata all'università di Praga. Fu grande storico ed autore della Kurzgefasste Geschichteder Böhmen (1774). Con Josef Dobrovský scrisse un'importante grammatica nel 1795 e curò vari cataloghi letterari.